# Knut Nystedt

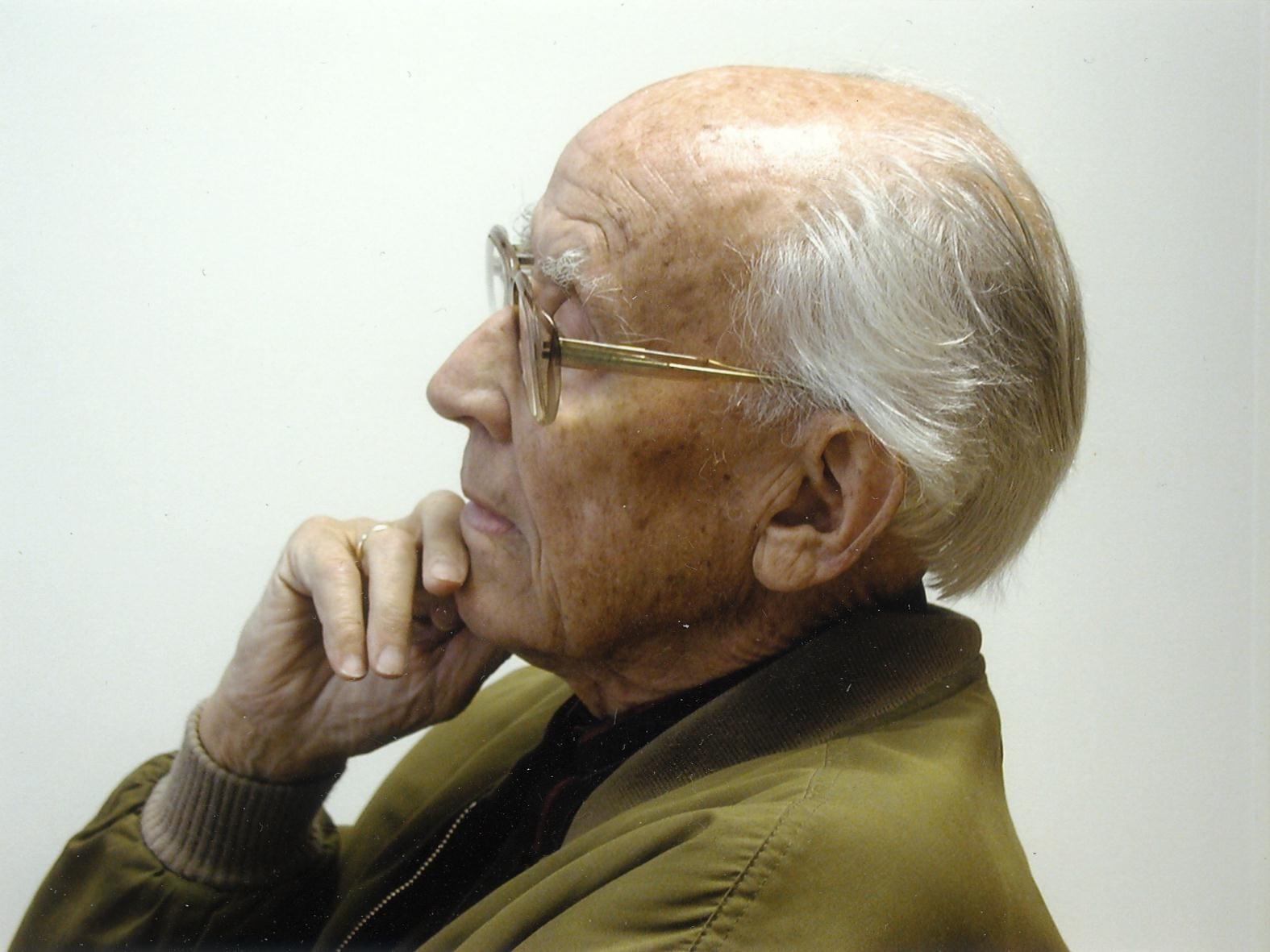
Knut Nystedt.

Knut Nystedt, född 3 september 1915 i Kristiania, död 8 december 2014 i Oslo, var en norsk tonsättare, mest känd för sin körmusik. 

## Biografi
Nystedt studerade komposition i Norge för Bjarne Brustad och i USA för Aaron Copland. Han studerade orgelspel för Arild Sandvold och Ernest White, samt dirigering för Øivin Fjeldstad.
Nystedt var organist i Torshov kirke i Oslo 1946-1982 och undervisade i kördirigering vid Universitetet i Oslo 1964-1985. Nystedt grundade och ledde Det Norske Solistkor från 1950-1990. Han grundade också Schola Cantorum som han ledde 1964-1985. Kören gav ut en cd 1999 tillägnad hans verk. 
Han var lärare till Carl Høgset, som senare etablerade Grex Vocalis och framförde Nystedts musik. Kören Ensemble 96 har gett ut Immortal Nystedt 2005 med verk av Knut Nystedt. Denna cd nominerades i två klasser i Grammy Award 2007 och är därmed den första norska cd som nominerats i två klasser och den första med verk av en norsk komponist som blir nominerad. 
I samband med sin 90-årsdag 2005 gav han ut boken Dette er mitt liv på Norsk Musikkforlag. De flesta av hans kompositioner är utgivna på Norsk Musikkforlag. I Sverige är hans musik för barnkör, blandad kör, damkör och manskör ständigt på svenska körers konsertprogram.

## Priser och utmärkelser
- St. Olavs Orden, 1. klasse 1966
- Spellemannprisen 1978 i klassen klassisk musik/nutida musik for albumet Contemporary Music From Norway
- Norsk kulturråds musikpris 1980
- Årets verk för De Profundis av Norsk Komponistforening 1984
- Professor Honorario vid universitetet i Mendoza, Argentina 1991
- Lindemanprisen 1993
- Juryns hederspris i Edvard-prisen 1998
- Årets Korpris av Norges Korforbund 2002
- Kommendör av St. Olavs Orden 2005
- Oslo stads konstnärspris 2005